# Interconnect
Interconnect / interkonekt – stawki jakie płacą sobie wzajemnie operatorzy telekomunikacyjni w zamian za realizowanie połączeń międzysieciowych.
Jeśli ktoś z sieci A zadzwoni, wyśle SMS, albo MMS do sieci B, to operator A płaci operatorowi B określoną kwotę. W przypadku połączeń głosowych jest ona zależna od czasu trwania rozmowy w sekundach (niezależnie od planu taryfowego klienta, nawet jeśli ma np. rozliczenie minutowe), pory dnia (szczyt, poza szczytem, noc) i dni wolnych / roboczych. W przypadku SMS i MMS stawki są stałe. Za połączenia internetowe nie ma stawek interconnect, gdyż usługi te są niezmiernie rzadko realizowane pomiędzy dwiema różnymi sieciami. Zwykłe połączenie internetowe łączy z APN operatora macierzystej sieci klienta.
Stawki interconnect są na ogół symetryczne (operator A płaci operatorowi B za takie same połączenie tyle samo co B płaci A). Jednym z nielicznych wyjątków były stawki pomiędzy TPSA a operatorami GSM, gdzie TPSA płaciła więcej. Obecnie te kwoty wyrównały się.
Zarabianie na interconnect wykorzystywało Orange w 2006, płacąc abonentom za połączenia przychodzące na ich telefon. Spowodowało to jednak falę nadużyć - oszuści umieszczali fałszywe ogłoszenia w prasie, aby sprowokować jak najwięcej połączeń przychodzących. Taki sposób zarabiania stosował także Play oraz Tak Tak, do momentu zniknięcia asymetrii stawek interkonektowych w sieciach mobilnych – stawek MTR.